# BAL Bashkirian Airlines
BAL Bashkirian Airlines – rosyjskie (baszkirskie) linie lotnicze z siedzibą w Ufie. Prowadziły operacje w latach 1993–2007.

## Historia
Linie powstały w 1993 roku w wyniku podziału Aerofłotu na wiele mniejszych przedsiębiorstw lotniczych. Zaczęły wykonywać stałe połączenia krajowe oraz zagraniczne (np. do Baku, Stambułu i Erywania) oraz loty czarterowe do Kairu, Tunisu i Barcelony. W 2006 roku linie straciły licencję na wykonywanie przewozów lotniczych, a w 2007 roku oficjalnie ogłosiły upadłość.

## Flota
Flota na rok 2007:
| Model           | Kraj Pochodzenia | Liczba | Uwagi |
| --------------- | ---------------- | ------ | ----- |
| Antonow An-24   | ZSRR             | 3      |       |
| Tupolew Tu-134  | ZSRR             | 3      |       |
| Tupolew Tu-154M | ZSRR             | 5      |       |

## Wypadki

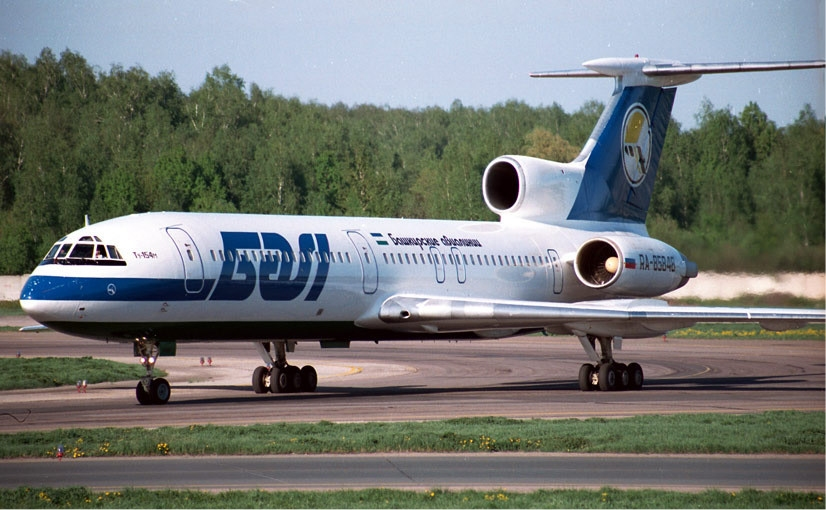
Tupolew 154M linii BAL

- Katastrofa lotu BAL 2937 1 lipca 2002 nad niemieckim miastem Überlingen doszło do zderzenia dwóch odrzutowców. Lecący z Bergamo transportowy Boeing 757 DHL wleciał w lecącego czarterem z Moskwy Tupolewa 154 linii BAL. W wyniku katastrofy zginęli wszyscy na pokładzie obu samolotów, 71 osób, w tym 46 dzieci. Za winnego katastrofy uznano kontrolera ruchu lotniczego, Petera Nielsena, który przez niedopatrzenie skierował samoloty na siebie.